# Jean Dieuzaide
Jean Dieuzaide est un photographe français, né le 20 juin 1921 à Grenade (Haute-Garonne) et mort le 18 septembre 2003 à Toulouse .
Il est réputé pour ses natures mortes, ses photographies humanistes, ses images d'architecture, mais aussi pour son incessante action militante afin de promouvoir la photographie.

## Biographie
Issu d'une famille modeste de la région toulousaine, initié par son père à la photographie, Jean Dieuzaide commence son art peu avant la Seconde Guerre mondiale. Il gagne sa renommée en photographiant la Libération de Toulouse et en réalisant à cette occasion le premier portrait officiel du général de Gaulle.
Il prend ensuite le pseudonyme de Yan jusqu'en 1971, et travaille essentiellement dans le sud-ouest français, en Espagne et au Portugal. Il devient membre du Groupe des XV à partir de 1954.
Albert Plécy publie régulièrement ses photos dans Le salon permanent de la photographie du magazine Point de Vue-Images du monde.
Il réalise en particulier une série de portraits, restés célèbres, de Salvador Dalí. Il est honoré par le prix Niépce en 1955 et le prix Nadar en 1961. On lui doit aussi en 1959 des portraits de François Bernadi pris à La Franqui.
En 1948, il rencontre son épouse Jacqueline à Saint-Martin-d'Oydes, au mariage d'une des filles de Pierre Dumas (Odile) journaliste bien connu, directeur du journal La Victoire, à Toulouse.
En 1970, Jean Dieuzaide est membre fondateur des Rencontres internationales de la photographie d'Arles. En 1971, il participe à l'exposition collective « Le Groupe Libre expression : Expo 5 » présentée par Jean-Claude Gautrand aux Rencontres d'Arles, France. En 1973, il y est invité d'honneur. À cette occasion, une soirée de projection lui est consacrée avec le film Rétrospectives Jean Dieuzaide et Fulvio Roiter.
En 1974, il initie la création à Toulouse du Château d'eau - pôle photographique de Toulouse, première galerie permanente de photographie en France, installée dans un ancien château d'eau (1824) au bord de la Garonne qui alimentait en eau les fontaines de Toulouse. Il y organisera plus de 200 expositions de grands photographes de tous pays.
En 1977, Jean Dieuzaide lance une campagne mondiale pour défendre le maintien de la production de papier photographique baryté, menacé d'abandon par les fabricants qui veulent lui substituer des papiers plastifiés RC (Resin Coated), moins riches en argent et bien moins durables. Cette campagne est un succès, ce type de papier reste encore aujourd'hui disponible pour les usages artistiques et d'archivage.
Jean Dieuzaide aura exercé son activité de photographe professionnel pendant 60 ans. Il meurt à 82 ans, le 18 septembre 2003 à Toulouse.
À l'occasion de centenaire de sa naissance, une exposition rétrospective Dieuzaide dans la ville, est organisée au couvent des Jacobins de Toulouse, du 4 décembre 2021 au 6 mars 2022.

## Hommages
En 2004, le nouveau collège de Pechbonnieu (Haute-Garonne), est nommé d'après Jean Dieuzaide.

## Décorations
- Officier de l'ordre national du Mérite (1981)
- Officier de l'ordre des Arts et des Lettres (1981)[5]

## Distinctions
- 1950 : premier prix de la photographie sportive, Coupe de France du portrait.
- 1952 : prix Popular Photography.
- 1955 : premier lauréat du prix Niépce, décerné par l'association Gens d'images.
- 1955 : prix international de l'affiche de tourisme en couleur à New Delhi.
- 1957 : titre d'excellence.
- 1961 : prix Nadar décerné par l'association Gens d'images.
- 1967 : obtient la Coupe de France du paysage (FIAP).
- 1969 : obtient la Coupe Lucien Lorelle à Bordeaux ; nommé membre d'honneur de la Fédération française de l'art photographique.
- 1970 : nommé président de la Commission artistique de la Fédération internationale de l'art photographique.
- 1973 : nommé membre de la Commission d'achat des œuvres de la Ville de Toulouse.
- 1975 : premier photographe admis comme Peintre de la Marine.
- 1976 : nommé président de l'ANPRI.
- 1977 : grand prix de la quinzaine d'art en Quercy.
- 1978 : nommé membre de la Commission artistique de la Fondation nationale de la photographie ; président honoraire de l’ANPRI, sociétaire du Salon d'automne.
- 1979 : prix des Métiers d'art pour la région Midi-Pyrénées, prix Clémence Isaure décerné par l'Académie de Languedoc.
- 1982 : prix du public pour la meilleure photographie de la Kunsthalle de Cologne.
- 1985 : grand prix des arts de la Ville de Paris.
- 1986 : Médaille d'or de la Ville de Toulouse.
- 1988 : reçoit le sicof d'or à Milan, la distinction Paul Harris Fellow du Rotary International.
- 1994 : nommé Honorary Fellowship par la Royal Photographic Society.

## Illustrations d'ouvrages
- 1951 :
  - Gascogne, texte Joseph de Pesquidoux, éditions éditions Arthaud.
  - Toulouse, éditions Alpina.
  - Carcassonne, éditions Alpina.
- 1952 : La France illustrée, Guides éditions Alpina (Albi, Alsace, Arles, Avignon, Bordeaux, Padirac, Pau-Béarn, Pays basque, Poitou-Charentes, Vendée, Vosges).
- 1953 :
  - Saint-Sernin de Toulouse, texte Jean Peyrade, éditions Jane Bourguignon.
  - Espagne du Sud, texte Jean Sermet, éditions Arthaud.
- 1955 : L'Espagne, texte Yves Bottineau, éditions Arthaud.
- 1956 :
  - Portugal, texte Yves Bottineau, éditions Arthaud[6].
  - Images d'Alsace, texte Victor Beyer, éditions Arthaud.
- 1957 :
  - Sardaigne, texte Antonio Borio, éditions Arthaud.
  - Espagne du Levant, texte P. Desfontaines, Marcel Durliat, éditions Arthaud.
- 1958 :
  - Roussillon roman, texte Marcel Durliat, éditions Zodiaque.
  - Suisse romane, collectif d'auteurs,éditions Zodiaque[7].
  - Béarn, Bigorre, Pays basque, texte Raymond Ritter, éditions Arthaud.
- 1959 :
  - Trésor de la Turquie, texte Michel de Saint-Pierre, éditions Arthaud.
  - Quercy roman, texte Marguerite Vidal, éditions du Zodiaque[8].
- 1960 : Catalogne romane, texte Mgr Eduardo Junyent, éditions Zodiaque (2 volumes). Prix Nadar en 1961 pour cet ouvrage.
- 1961 :
  - Toulouse et le Haut-Languedoc, texte Robert Mesuret, éditions Arthaud.
  - Histoire de Toulouse, texte Philippe Wolff, éditions Privat.
- 1962 :
  - Mes Pyrénées, texte Raymond Escholier, éditions Arthaud.
  - Voix et Images de Toulouse, texte Philippe Wolff, éditions Privat.
  - Toulouse au XXe siècle, texte Jean Coppolani, éditions Privat.
  - L'Art roman en Espagne, texte Marcel Durliat, éditions Braun.
- 1963 :
  - Rouergue roman, texte Louis Balsan, éditions Zodiaque.
  - Lieu dit, texte Pierre Cabanne, éditions du Temps.
  - Toulouse, texte Michel Roquebert, Jean Duvernoy, éditions du Temps.
- 1964 :
  - Les Chemins de Saint-Jacques, texte Yves Bottineau, éditions Arthaud.
  - Albi, Toulouse et le Haut-Languedoc, texte de Robert Mesuret, éditions Privat.
  - Périgord enchanté, texte de Pierre Fenelon, éditions Arthaud.
  - Plaza de torro. Tous les secrets de la corrida. Texte et préface de R. Delorme. Photographies de Lucien Clergue, Paco Cano, Henri Cartier-Bresson. Yan Dieuzaide. mise en page de Albert Plécy et Serge Chevalier. Éditions Marabout. Maraboutscope, 1964.
  - Trésors de l'art roman, Guy Knoche et Yan Dieuzaide, mise en page de Albert Plécy, Éditions Marabout. Maraboutscope, sd.
- 1967 : Histoire du Languedoc, texte Philippe Wolff, éditions Privat.

## Principaux ouvrages
- 1971 : Jean Dieuzaide, le photographe, préface Jean-Pierre Sudre, catalogue de l’exposition Jean Dieuzaide, galerie La Demeure, Paris.
- 1974 :
  - Mon aventure avec le brai, préface Jean-Claude Lemagny, édité à compte d'auteur.
  - Toulouse, cité du destin, texte René Mauriès, Havas éditions.
- 1977 : Jean Dieuzaide, catalogue de l'exposition au musée Nicéphore-Niépce de Chalon-sur-Saône.
- 1978 : Jean Dieuzaide et la photographie, préface Jean-Claude Lemagny, texte Claude Bedat, Éditions universitaires de Toulouse-Mirail.
- 1983 :
  - Voyage en Ibérie, texte Gilles Mora, éditions Contrejour.
  - Un photographe de la réalité, préface Jean-François Chevrier, catalogue de l'exposition Jean Dieuzaide à la Fondation nationale de la photographie à Lyon.
  - Variation sur la Croix, préface Christian Heck, catalogue de l'exposition, Jean Dieuzaide et Lucien Clergue à Colmar.
- 1985 : Toulouse d'hier et d'aujourd'hui, texte Fernand Cousteaux, Michel Valdiguié, éditions Briand.
- 1986 : Quarante ans de photographie, préface Denis Brihat, catalogue de l'exposition Jean Dieuzaide au réfectoire des Jacobins pour le musée d'Art moderne de la Ville de Toulouse.
- 1987 : Jean Dieuzaide, fotograf, préface Josep Maria Ubach, édité par Conselleria d'Educado i Cultura. Gouvernement d'Andorre.
- 1989 : Gotgotha, le Dévot Christ de Perpignan, texte père André Dupleix, éditions Siloë.
- 1990 : Jean Dieuzaide, préface Gilles Mora, traduction Françoise Mata, catalogue de l'exposition Jean Dieuzaide à la Sala Parpallo, Valence (Espagne).
- 1992 : Toulouse vue par les oiseaux, texte André Turcat, éditions Privys.
- 1994 : Jean Dieuzaide - Yan : l'authenticité d'un regard, monographie, préface Robert Doisneau, texte Jean-Claude Gautrand, monographie, éditions Marval, Paris.
- 1998 :
  - Toulouse 1944-1969, mon album de photographies, préface René Mauriès, texte Charles Mouly, éditions Briand, Toulouse.
  - Élégie espagnole de Luis Cernuda, livre d’auteur à tirage limité (comprenant cinq tirages originaux), éditions Fata Morgana.
- 1999 :
  - Portugal des années 50, texte Eduardo Lourenço, éditions En Vues.
  - Élégie espagnole de Luis Cernuda, livre d'auteur à tirage limité (comprenant cinq tirages originaux), éditions Fata Morgana.
- 2001 :
  - D’autres images, textes de l’auteur, Éditions Le Temps qu’il fait.
  - Le Pays basque au tournant du siècle, texte Txomin Laxalt, éditions Atlantica Biarritz.
  - Jean Dieuzaide Rétrospective, musée San Telmo, coédition Terres d’images, Biarritz et musée San Telmo, Saint-Sébastien (Espagne).
- 2002 :
  - Dans l’intimité des Pyrénées, texte Philippe Terrancle, éditions Milan, Toulouse.
  - Un regard, une vie, éditions Somogy, Paris.
  - Catalogue de l’exposition Rétrospective - Pavillon des Arts, Paris.
- 2003 : Portrait de courses, Éditions Drivers, Toulouse.
- 2004 : Lourdes, Éditions Le Temps qu’il fait, Cognac.
- 2006 : Jean Dieuzaide : Corps et âmes, Hervé Le Goff, Guy Goffette, Galerie Aittouarès,  (ISBN 978-2-9514513-8-4)
- 2007 : Maurice Prin, Jean Dieuzaide, Les Jacobins de Toulouse : Regard et description, éd. Les Amis des Archives de la Haute-Garonne, Toulouse.
- 2010 : Les vallées d'Aure, Louron et Bareilles : entre tradition et modernité, Jean Dieuzaide, Frantz-E. Petiteau, éditions Monhélios, Pau
- 2012 : Jean-Marc Le Scouarnec, Jean Dieuzaide, La photographie d'abord, éditions Contrejour

## Donation de l'œuvre à la ville de Toulouse
La ville de Toulouse a acquis la plus grande partie du fonds photographique et artistique de Jean Dieuzaide, par une donation approuvée par une délibération du 27 juin 2016 et un acte signé le 16 septembre suivant. Elle en assure la conservation, le classement, la numérisation et la valorisation. Cependant l’accès à son œuvre reste non libre.